# Quy định bảo vệ dữ liệu chung
Quy định bảo vệ dữ liệu chung (GDPR) (EU) 2016/679 là quy định của luật EU về bảo vệ dữ liệu và quyền riêng tư cho tất cả các cá nhân trong Liên minh châu Âu và Khu vực kinh tế châu Âu. Nó cũng đề cập đến việc xuất dữ liệu cá nhân bên ngoài EU và EEA. GDPR nhằm mục đích chủ yếu để cung cấp cho kiểm soát cho công dân và cư dân trên dữ liệu cá nhân của họ và đơn giản hóa môi trường pháp lý cho kinh doanh quốc tế bằng cách thống nhất các quy định trong EU. Quy định này cò tên đầy đủ là "Quy định (EU) 2016/679 của Nghị viện Châu Âu và của Hội đồng Châu Âu ngày 27 tháng 4 năm 2016 về bảo vệ thể nhân liên quan đến việc xử lý dữ liệu cá nhân, về việc giao thông dữ liệu tự do và về việc bãi bỏ Chỉ thị 95/46 / EC" và có hiệu lực từ ngày  25/05/2018.
Thay thế Chỉ thị bảo vệ dữ liệu 95/46 / EC, quy định này bao gồm các quy định và yêu cầu liên quan đến việc xử lý thông tin nhận dạng cá nhân của các đối tượng dữ liệu trong Liên minh châu Âu và áp dụng cho tất cả các doanh nghiệp, bất kể vị trí nào. Khu kinh tế. Các quy trình kinh doanh xử lý dữ liệu cá nhân phải được xây dựng với bảo vệ dữ liệu theo thiết kế và theo mặc định, có nghĩa là dữ liệu cá nhân phải được lưu trữ bằng cách sử dụng biệt danh hoặc ẩn danh đầy đủ và sử dụng cài đặt bảo mật cao nhất có thể theo mặc định để dữ liệu không có sẵn công khai mà không có sự đồng ý rõ ràng, và không thể được sử dụng để xác định một chủ đề mà không có thông tin bổ sung được lưu trữ riêng biệt. Không có dữ liệu cá nhân nào có thể được xử lý trừ khi nó được thực hiện theo cơ sở hợp pháp được quy định bởi quy định hoặc nếu bộ điều khiển dữ liệu hoặc bộ xử lý nhận được sự đồng ý rõ ràng, chọn tham gia từ chủ sở hữu dữ liệu. Chủ sở hữu dữ liệu có quyền thu hồi quyền này bất kỳ lúc nào.